# مقیاس لگاریتمی
مقیاس لگاریتمی (انگلیسی: Logarithmic scale) یا مقیاس لاگ راهی برای نمایش داده‌های عددی است.

## ویژگی‌های مقیاس لگاریتمی

### اعداد ورودی لگاریتم محدوده گسترده دارد
اعداد ورودی در محدوده گسترده‌ای هستند، و خروجی این مقیاس، نمایشی فشرده از اعداد شده‌است. در اینجا محدوده گسترده یعنی بزرگترین عدد در داده، صدها یا هزارها بار بزرگتر از کوچکترین عدد داده است.

### غیرخطی است
این مقیاس غیرخطی است، یعنی اعداد ۱۰ و ۲۰ و ۶۰ و ۷۰ در یک مقیاس لاگ به یک اندازه از هم جدا نیستند. بلکه اعداد ۱۰، ۱۰۰، و ۶۰ و ۶۰۰ به یک اندازه از هم جدا هستند؛ بنابراین تغییر یک واحد فاصله در این مقیاس به معنی آن است که آن عدد در ۱۰ (یا یک فاکتور ثابت دیگر) ضرب شده‌است.

### مورد استفاده
معمولاً منحنی‌های رشد نمایی در یک مقیاس لاگ نمایش می‌یابند، زیرا اگر استفاده نشوند، به دلیل افزایش بسیار سریع‌شان، در یک گراف کوچک جا نمی‌شوند.

### نحوه تصور
یکی از راه‌های دیگر برای تصور کردن آن است که تعداد ارقام داده با یک نرخ ثابت افزایش می‌یابد. برای مثال، اعداد ۱۰، ۱۰۰، ۱۰۰۰ و ۱۰۰۰۰ دارای فاصله برابری در یک مقیاس لاگ هستند، زیرا تعداد ارقام شان هر بار به اندازه یک واحد بالا می‌رود: ۲، ۳، ۴ و ۵ رقم. از این رو، افزودن دو رقم، کمیت اندازه‌گیری شده روی مقیاس لاگ را در یک فاکتور ۱۰۰ ضرب می‌کند.

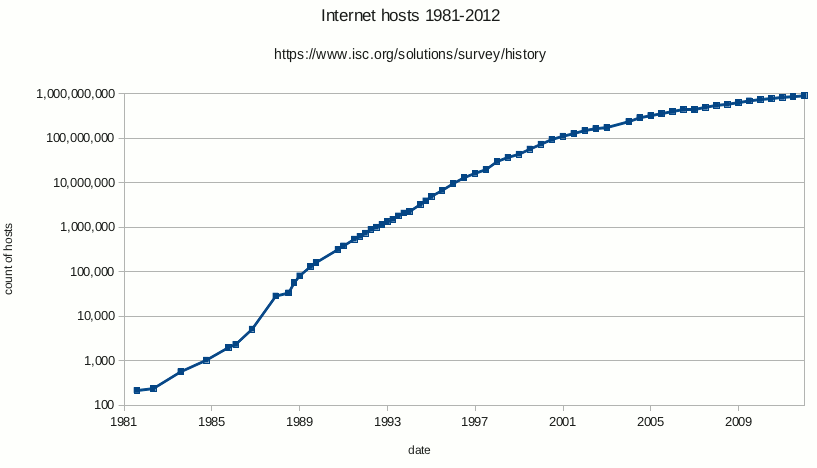
نمودار تعداد میزبان‌های اینترنت در طول زمان که در یک مقیاس لگاریتمی نمایش یافته است.

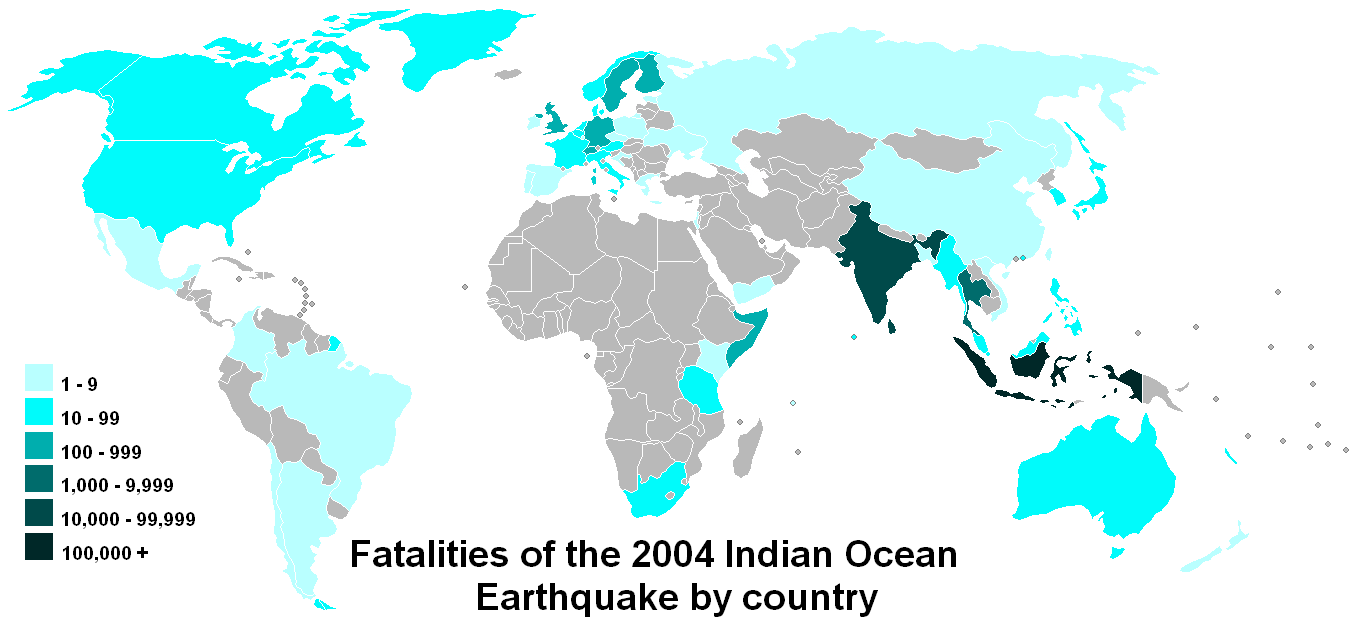
مقیاس لگاریتمی مقایسه مقادیر در بازه‌های بزرگ را آسان می‌سازد؛ مانند این نقشه که تلفات زمین‌لرزه ۲۰۰۴ اقیانوس هند را بر پایه کشور نشان می‌دهد.

## استفاده‌های معمول
علامت‌های یک خط‌کش محاسبه در یک مقیاس لگاریتمی سازمان یافته‌اند، در اینجا ضرب یا تقسیم اعداد از طریق اضافه کردن یا کم کردن طول‌های موجود در مقیاس‌ها انجام می‌شود. 

دو مقیاس لگاریتمی در یک خط‌کش محاسبه

در ادامه مثال‌هایی از مقیاس‌های لگاریتمی معمول آمده‌است که در آن کمیت بزرگتر منجر به مقدار بیشتری می‌شود:
- مقیاس بزرگی ریشتر و مقیاس بزرگای گشتاوری (MMS) برای قدرت زمین لرزه و حرکت در زمین
- مرحله صدا با واحد دسی‌بل
- نپر برای کمیت‌های بزرگی، زمینه، و قدرت
- مرحله فرکانس در موسیقی: با واحد سنت، دوم کوچک، دوم بزرگ و اکتاو
- لوجیت برای اودها در آمار
- مقیاس هازارد تأثیر فنی پالرمو
- خط زمانی لگاریتمی
- شمردن ضریب اف برای نسبت نوردهی عکاسی
- قاعده «نه تایی» ها که برای نسبت دهی احتمال‌های پایین استفاده می‌شود
- آنتروپی در ترمودینامیک
- اطلاعات و بازیابی اطلاعات
- منحنی‌های توزیع سایز ذرات خاک۰

در زیر مثال‌هایی از مقیاس‌های لگاریتمی معمول آمده‌است، که در آن کمیت بزرگتر منجر به مقدار کمتر (یا منفی) می‌شود:
- پی‌اچ برای اسید
- مقیاس قدر ظاهری برای روشنایی ستارگان
- مقیاس کرومبین برای اندازه دانه در زمین‌شناسی
- جذب نور توسط نمونه‌های شفاف

طبق قانون وبر-فچنر، بعضی از حس‌های ما به صورت لگاریتمی عمل می‌کنند، که این موضوع استفاده از مقیاس‌های لگاریتمی را برای این کمیت‌های ورودی مخصوصاً مناسب سازی می‌کند. مخصوصاً در حس شنوایی، که در آن نسبت‌های برابر فرکانس، به صورت تفاوت‌های برابر در گام درک می‌شوند.
بعلاوه مطالعات روی کودکان کم سن در قبیله‌های منزوی نشان داده‌است که مقیاس‌های لگاریتمی، طبیعی‌ترین نمایش اعداد در بعضی از فرهنگ‌ها می‌باشد.
از این مقیاس می‌توان برای اهداف جغرافیایی استفاده کرد، مثلاً برای اندازه‌گیری سرعت زمین لرزه.

## نمایش گرافیکی

مقیاس‌های مختلف: گراف‌های lin–lin ,lin–log ,log–lin، و log–log. گراف‌های رسم شده (قرمز) y = 10^{ x}، (سبز) y=x و (آبی) y = log_{e}(x).

گراف بالا سمت چپ، محورهای خطی X و Y دارد، که در آن محور Y بین ۰ تا ۱۰ تغییر می‌کند. در گراف سمت چپ و پایین، یک مقیاس لاگ پایه-۱۰ برای محور Y استفاده شده‌است، و محور Y بین ۰٫۱ و ۱٬۰۰۰ تغییر می‌کند.
گراف بالا سمت راست از یک مقیاس لاگ-۱۰ فقط برای محور X استفاده کرده‌است، و گراف پایین سمت راست از یک مقیاس لاگ-۱۰ هم برای محور X و هم برای محور Y استفاده کرده‌است.
نمایش داده در یک مقیاس لگاریتمی موقعی مفید است که داده:
- محدوده مقادیر گسترده‌ای را پوشش می‌دهد، زیرا استفاده از لگاریتم مقادیر به جای مقادیر واقعی، یک محدوده گسترده را به یک سایز قابل مدیریت تر کاهش می‌دهد.
- شامل قوانین نمایی یا توانی باشد، زیرا این موارد به صورت خطوط مستقیم نمایش می‌یابند.

یک خط‌کش محاسبه مقیاس لگاریتمی دارد، و دستورنگار از مقیاس‌های لگاریتمی استفاده می‌کنند. میانگین هندسی برای دو عدد، میان‌راه برای آن دو عدد است. قبل از اختراع گرافیک کامپیوتری، کاغذ رسم لگاریتمی یک ابزار علمی معمول بود.

### نمودارهای لاگ-لاگ

نموداری در مقیاس لاگ-لاگ برای معادله یک خط

اگر هر دو محورهای عمودی و افقی یک نمودار به صورت لگاریتمی مقیاس دهی شوند، آن موقع به آن نمودار یک نمودار لاگ-لاگ می‌گویند.

### نمودارهای نیم-لگاریتمی
اگر فقط محور عمودی یا افقی به صورت لگاریتمی مقیاس دهی شده باشد، آن موقع به این نمودار یک نمودار نیمه-لگاریتمی گفته می‌شود.

## واحدهای لگاریتمی
یک واحد لگاریتمی، نوعی واحد است که از آن می‌توان برای بیان یک کمیت (فیزیکی یا ریاضیاتی) در یک مقیاس لگاریتمی، استفاده کرد، یعنی با مقدار تابع لگاریتمی که به نسبت آن کمیت، و کمیت مرجع با نوع مشابه، اعمال شده‌است، متناسب است. معمولاً گزینه «واحد» نشان‌دهنده نوع کمیت و پایه لگاریتم است.

### مثال‌ها
مثال‌های واحد لگاریتمی شامل واحدهای ذخیره داده (بیت، بایت) واحدهای اطلاعات و ذخیره اطلاعات (نت، شنون، بن) و مرحله سیگنال (دسی‌بل، بل، نپر) می‌باشد.
کمیت‌های فرکانس لگاریتمی در الکترونیک (دهه، اکتاو) استفاده می‌شود، همچنین برای بازه‌های گام موسیقی (اکتاو، سمی‌تون، سنت، و غیره) استفاده می‌شوند. دیگر واحدهای مقیاس لگاریتمی شامل نقطه مقیاس بزرگی ریشتر است.
بعلاوه، اندازه‌های صنعتی زیادی لگاریتمی هستند، مثل مقادیر استاندارد مقاومت‌ها، سنجه سیم آمریکایی، و سنجه بیرمنگام، که برای خط و عقربه استفاده می‌شود، و غیره.

### واحدهای اطلاعات
- bit, byte
- hartley
- nat
- shannon

### واحد گام یا تفاوت گام
- bel, decibel
- neper

### واحدهای بازه فرکانس
- دهه، decidecade, ساوار
- اکتاو، دوم بزرگ، نیم‌پرده، سنت

### جدول مثال‌ها
| واحد    | پایه لگاریتم     | کمیت مورد بحث                      | تفسیر              |
| ------- | ---------------- | ---------------------------------- | ------------------ |
| بیت     | ۲                | تعداد پیام‌های ممکن                 | کمیت اطلاعات       |
| بایت    | 28 = ۲۵۶         | تعداد پیام‌های ممکن                 | کمیت اطلاعات       |
| دسی‌بل   | 10(1/10) ≈ 1.259 | هر کمیت توانی (مثلا توان صوتی)     | مثلا گام توان صوتی |
| دسی‌بل   | 10(1/20) ≈ 1.122 | هر کمیت ریشه-توانی (مثلا فشار صدا) | مثلا گام فشار صدا  |
| نیم‌پرده | 2(1/12) ≈ 1.059  | بسامد برای صدا                     | بازه گام           |

دو تعریف دسی‌بل هم ارزند، زیرا نسبتی از کمیت‌های توانی، برابر مجذور نسبت متناظر در کمیت‌های ریشه-توان است.

### انگیزه
انگیزه‌ای که پشت مفهوم واحدهای لگاریتمی است آن است که تعریف یک کمیت روی یک مقیاس لگاریتمی، به صورت لگاریتم به یک پایه خاص، منجر به ساخت یک گزینه (کاملا اختیاری) از واحد اندازه‌گیری برای آن کمیت می‌شود، یعنی آن واحد اندازه‌گیری که با پایه لگاریتم خاص (و به صورت مساوی اختیاری) انتخاب شده، متناظر است. بر اساس تساوی
{\displaystyle \log _{b}a={\frac {\log _{c}a}{\log _{c}b}},}
لگاریتم هر عدد داده شده a به دوپایه مختلف (در اینجا b و c) فقط به اندازه یک فاکتور ثابت logc b متفاوت هستند. می‌توان این فاکتور ثابت را اینگونه تصور کرد که نمایش دهنده فاکتور تبدیل، برای تبدیل نمایش عددی کمیت لگاریتمی (نامعین) خالص Log(a) از یک واحد اختیاری اندازه‌گیری (واحد [log c]) به دیگری (واحد [log b]) است، زیرا:
{\displaystyle \operatorname {Log} (a)=(\log _{b}a)[\log b]=(\log _{c}a)[\log c].}
برای مثال، تعریف استاندارد بولتسمان برای آنتروپی فرمول S = k ln W است (که در آن W تعداد راه‌های مرتب‌سازی یک سامانه، و k ثابت بولتسمان است و به صورت ساده‌تر می‌تواند به این صورت نوشته شود: S = Log(W) که در آن "Log" نشان دهنده لگاریتم نامعین است؛ و ما اینجا k = [log e] را فرض کرده‌ایم که به این معنی است که ما واحد آنتروپی فیزیکی k را با واحد ریاضیاتی [log e] شناسایی کرده‌ایم.
این موضوع به این علت صحیح است، که این تساوی برقرار است:
{\displaystyle \ln W=\log _{e}W={\frac {\operatorname {Log} (W)}{\log e}}.}
بنابراین، ما می‌توانیم ثابت بولتسمن را به صورت ساده به صورت یک عبارت تفسیر کنیم که این عبارت، (در زبان استانداردتر واحدهای فیزیکی) از نوع واحد لگاریتمی انتزاعی [log e] می‌باشد، که برای تبدیل کمیت عددی-خالص بدون بعد ln W (که از یک گزینه اختیاری پایه، با نام e استفاده می‌کند) به یک کمیت لگاریتمی-خالص مبنایی تر Log(W) لازم می‌باشد، که آن عبارت به گزینه «پایه لگاریتم» خاصی دلالت ندارد، که این یعنی به هیچ گزینه خاص «واحد فیزیکی» برای اندازه‌گیری آنتروپی نیاز ندارد.